# Кушнир, Владимир Григорьевич
Владимир Григорьевич Кушнир (20 ноября 1922, Секуряны, Хотинский уезд, Бессарабия, Румыния, ныне райцентр Черновицкой области — 5 октября 1979) — советский государственный деятель, депутат Верховного Совета Украинской ССР (1960), депутат Верховного Совета СССР 5-го созыва.

## Биография
До коллективизации работал в собственном хозяйстве, а в 1947 году вступил в колхоз, где стал бригадиром. После окончания Редковецкой школы по подготовке кадров для сільськогогоподарського производства (c. Редковцы Новоселицкого района Черновицкой области) был назначен заместителем председателя правления, а в 1957 году — избран председателем колхоза «Украина» в Сокирянах. Позже трудился на должностях заведующего животноводческой фермой, бригадира садовой бригады. При его активном участии на границе Украины с Молдавией в тогдашнем колхозе им. Шевченко 18 ноября 1972 года был заложен «Сад Дружбы» с участием представителей разных республик бывшего Союза ССР, которым хлеб-соль вручили два героя Социалистического Труда: комбайнер колхоза им. ХХ партсъезда (с. Романковцы) К. Ф. Бельский и председатель колхоза «Ленинский путь» (с. Коболчин) В. Я. Ротарь.
Новатор сельскохозяйственного производства, участник Выставки достижений народного хозяйства (ВДНХ).

## Общественная деятельность
- Депутат Сокирянской поселкового совета.
- Член Сокирянского райкома Компартии Украины.
- Депутат Верховного Совета Украинской ССР.
- Депутат Верховного Совета СССР 5-го созыва.

## Награды
- Орден Трудового Красного Знамени.
- Орден Октябрьской Революции.
- Орден Ленина (1973).